# Microhyla heymonsi
Microhyla heymonsi е вид жаба от семейство Тесноусти жаби (Microhylidae). Видът не е застрашен от изчезване.

## Разпространение
Разпространен е във Виетнам, Индия, Индонезия, Камбоджа, Китай, Лаос, Малайзия, Мианмар, Провинции в КНР, Сингапур, Тайван и Тайланд.

## Описание
Популацията на вида е стабилна.